# Bullaten
Bullaten (lateinisch bullati) war eine Bezeichnung für Personen im späten Mittelalter, die durch einen außerordentlichen  Erlass besondere Privilegien erhielten.

## Etymologie
Der Begriff leitete sich von bulla, lateinisch für gesiegelte Urkunde, meist aus der päpstlichen Kanzlei, ab.

## Doctores bullati
Ein Doctor bullatus (Bullendoktor) war ein Universitätsabsolvent, der seinen Doktortitel durch einen Erlass eines Hofpfalzgrafen oder einer anderen dazu berechtigten Person ohne die eigentlich erforderliche öffentliche Disputation erhielt, meist gegen Bezahlung. Diese standen im akademischen Ansehen demzufolge sehr niedrig. Gleicherweise gab es auch Magistri bullati (Magister).
Im 16. und 17. Jahrhundert wurden Doktortitel auch durch Hofpfalzgrafen verliehen, wenn die Konfession der Kandidaten keinen formalen Abschluss erlaubte, etwa an Protestanden in Padua.

## Bullaten in Ungarn
Im Königreich Ungarn waren Bullaten ausländische Kanoniker, die einzelne  Pfründe durch einen päpstlichen Erlass und nicht durch die regionalen kirchlichen Verantwortlichen erhielten.

## Bullatenbrüder
Bullatenbrüder war eine kurzzeitige historische Bezeichnung für Franziskaner-Observanten, benannt wahrscheinlich nach der päpstlichen Bulle von 1517, die sie zu einem eigenständigen Orden gemacht hatte. Überliefert sind das Bullatenkloster in Königsberg in Preußen und die Bullatenbrüder in Lauenburg in Pommern.